# Jacques-Léonard Maillet

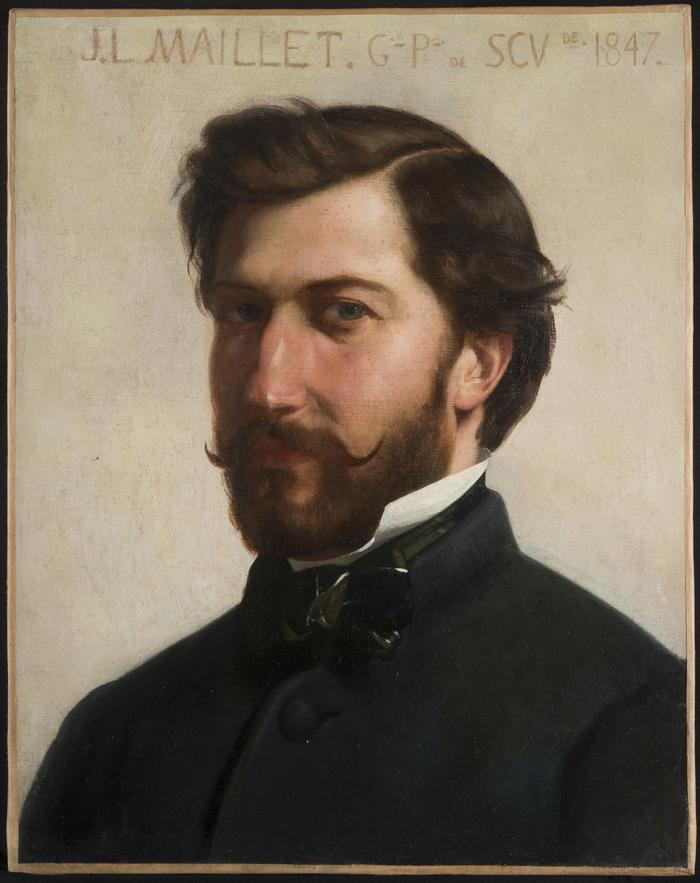

Jacques-Léonard Maillet, född den 12 juli 1823 i Paris, död där den 14 februari 1894, var en fransk skulptör. 
Maillet, som var lärjunge av Pradier, erhöll 1847 romerska priset. Bland hans arbeten märks Agrippina med Germanicus aska (1859, i franska statens ägo), Vetenskapen, Abundantia, kung Jérômes staty på familjen Bonapartes minnesvård i Ajaccio (1864) samt dekorativa bildverk i kyrkorna Saint-Séverin, Sainte-Clotilde, Saint-Leu med flera och i operan i Paris. 